# Coulanges (Loir-et-Cher)
Coulanges is een plaats en voormalige gemeente in het Franse departement Loir-et-Cher in de regio Centre-Val de Loire en telt 310 inwoners (2005). De plaats maakt deel uit van het arrondissement Blois.

## Geschiedenis
Coulanges maakte deel uit van het kanton Herbault totdat dit op 22 maart 2015 werd opgeheven en de gemeenten werden opgenomen in het op die dag gevormde kanton Onzain. Op 1 januari 2017 fuseerde de gemeente met Chouzy-sur-Cisse en Seillac tot de commune nouvelle Valloire-sur-Cisse.

## Geografie
De oppervlakte van Coulanges bedraagt 8,5 km², de bevolkingsdichtheid is 36,5 inwoners per km².
De onderstaande kaart toont de ligging van Coulanges (Loir-et-Cher) met de belangrijkste infrastructuur en aangrenzende gemeenten.

## Demografie
Onderstaande figuur toont het verloop van het inwonertal (bron: INSEE-tellingen).